# Célula solar de nanocristal
Un célula solar de nanocristal es una célula solar basadas en un sustrato con un recubrimiento de nanocristales. Los nanocristales normalmente se basan en el silicio, CdTe o CIGS y los sustratos son generalmente de silicio o de varios conductores orgánicos. Las células solares de puntos cuánticos son una variante de este enfoque, pero se aprovechan del efecto de la mecánica cuántica de aumentar aún más el rendimiento. Las células solares sensibilizadas con tinte son otro enfoque relacionado, pero en este caso la nano-estructuración es parte del sustrato.

## Otras células solares de tercera generación
- Célula fotoelectroquímica
- Célula solar de polímeros